# Diocesi di Serra
La diocesi di Serra (in latino Dioecesis Serrensis in Proconsulari) è una sede soppressa e sede titolare della Chiesa cattolica.

## Storia
Serra, forse identificabile con Henchir-Cherr nell'odierna Tunisia, è un'antica sede episcopale della provincia romana dell'Africa Proconsolare, suffraganea dell'arcidiocesi di Cartagine.
Unico vescovo conosciuto di questa diocesi africana è il cattolico Proculo, che intervenne alla conferenza di Cartagine del 411, che vide riuniti assieme i vescovi cattolici e donatisti dell'Africa romana; la sede in quell'occasione non aveva vescovi donatisti.
Dal XVIII secolo Serra è annoverata tra le sedi vescovili titolari della Chiesa cattolica; dal 31 gennaio 2012 il vescovo titolare è Jozef Haľko, vescovo ausiliare di Bratislava.

## Cronotassi

### Vescovi
- Proculo † (menzionato nel 411)

### Vescovi titolari
Nelle fonti i vescovi titolari di Serra sono confusi con gli arcivescovi titolari di Serre.
- Josephus Olszański † (25 giugno 1727 - prima del 16 maggio 1738 deceduto)
- Krzysztof Michal Dobinski † (27 giugno 1738 - 21 luglio 1769 deceduto)[1]
- Gaetano Quattrocchi † (1º aprile 1903 - 8 giugno 1903 deceduto)
- Francis Joseph Green † (29 maggio 1953 - 28 settembre 1960 succeduto vescovo di Tucson)
- Saverio Zupi † (28 ottobre 1961 - 1º marzo 1983 deceduto)
- Clemente Faccani † (27 giugno 1983 - 15 settembre 2011 deceduto)
- Jozef Haľko, dal 31 gennaio 2012